# Luke Hochevar

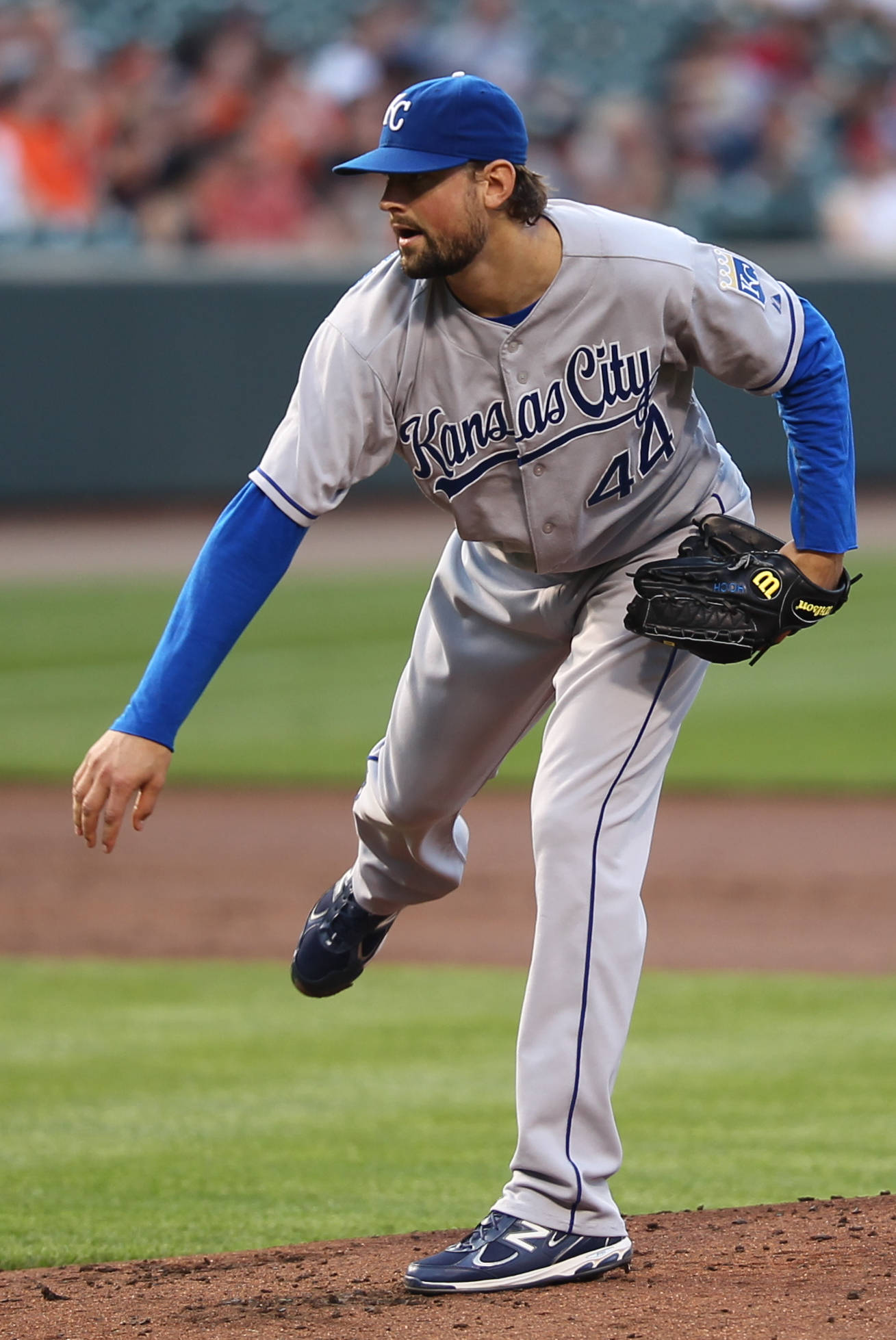
Hochevar avec les Royals, 2011.

Luke Anthony Hochevar (né le 15 septembre 1983 à Denver, Colorado, États-Unis) est un lanceur droitier de baseball évoluant en Ligue majeures chez les Royals de Kansas City, avec qui il remporte la Série mondiale 2015.

## Carrière
Après des études secondaires à la Fowler High School de Fowler (Colorado), Luke Hochevar est repêché le 4 juin 2002 par les Dodgers de Los Angeles. Il repousse l'offre et suit des études supérieures à l'Université du Tennessee où il porte les couleurs des Tennessee Volunteers de 2003 à 2005. Lors de sa dernière saison universitaire, il enregistre 15 victoires pour 3 défaites et une moyenne de points mérités de 2,26.
Repêché le 7 juin 2005 au premier tour de sélection (40e choix) par les Dodgers de Los Angeles, Hochevar négocie son bonus de signature, qui n'a jamais lieu, les deux parties ne parvenant pas à se mettre d'accord. Pendant cette longue période de négociations, il joue quatre parties en American Association, ligue indépendante de baseball.
Luke Hochevar rejoint finalement les rangs des clubs de la MLB après le repêchage amateur du 6 juin 2006 au cours de laquelle il est choisi au premier tour de sélection (1er choix) par les Royals de Kansas City.

### Royals de Kansas City
Après une grosse année en Ligues mineures, il fait ses débuts en Ligue majeure le 8 septembre 2007.
Hochevar fait partie de la rotation de lanceurs partants des Royals à partir de 2008. Il présente des dossiers victoires-défaites négatifs de 6-12 puis 7-13 à ses deux premières saisons complètes, avec des moyennes de points mérités élevées de 5,51 et 6,55.
Il progresse dans les années suivantes, malgré l'absence de succès général des Royals. Il abaisse sa moyenne à 4,81 en 2010, dans une saison où il lance moins qu'à l'habitude (18 parties et 103 manches). Sa fiche est de 6 victoires et 6 défaites.
En 2011, Hochevar remporte un sommet en carrière de 11 victoires. Il encaisse aussi 11 défaites mais abaisse sa moyenne à 4,68 points mérités par partie, en 31 départs et 198 manches lancées.
Il connaît une difficile saison 2012 avec une moyenne de points mérités de 5,73 en 185 manches et un tiers lancées. Il est le lanceur des majeures qui accorde le plus de points mérités (118) durant l'année. En 32 départs, il remporte 8 matchs et encaisse 16 défaites. Seul Ubaldo Jiménez des Indians de Cleveland, avec 17 revers, perd plus de matchs que lui.
Il est converti en lanceur de relève pour la saison 2013 et fait oublier ses difficultés récentes avec une surprenante campagne : en 58 matchs joués et 70 manches et un tiers lancées, Hochevar n'accorde que 15 points pour une moyenne de points mérités de 1,92. Gagnant de 5 parties contre deux défaites, il réalise ses deux premiers sauvetages en carrière et enregistre 82 retraits sur des prises contre à peine 17 buts-sur-balles. Son ratio de retraits sur des prises par but-sur-balles accordé, qui était de 2,06 des saisons 2007 à 2012, est de 4,82 pour la seule saison 2013. Alors qu'au cours des 6 années précédentes il avait en moyenne réussi 6,2 retraits sur des prises par 9 manches passées au monticule, il en réussit en 2013 une moyenne 10,5 par 9 manches.
En mars suivant, une mauvaise nouvelle tombe sur Hochevar et les Royals : le releveur doit subir une opération de type Tommy John au coude droit et ratera toute la saison 2014. 
Après plus d'une année manquée, il revient au jeu avec Kansas City le 7 mai 2015. Il effectue 49 présences en relève et sa moyenne de points mérités se chiffre en saison régulière à 3,73 en 50 manches et deux tiers lancées, avec 49 retraits sur des prises. Membre de l'équipe des Royals championne de la Série mondiale 2015, Hochevar traverse ses premières éliminatoires sans accorder un seul point en 10 manches et deux tiers lancées, incluant 5 en 4 présences au monticule en grande finale face aux Mets de New York. Il est le lanceur gagnant du 5e et dernier match de la Série mondiale 2015,.

## Statistiques
| Saison | Équipe      | G  | GS | CG | SHO | V  | D  | SV | IP    | SO  | ERA  |
| ------ | ----------- | -- | -- | -- | --- | -- | -- | -- | ----- | --- | ---- |
| 2007   | Kansas City | 4  | 1  | 0  | 0   | 0  | 1  | 0  | 12.2  | 5   | 2,13 |
| 2008   | Kansas City | 22 | 22 | 0  | 0   | 6  | 12 | 0  | 129.0 | 72  | 5,51 |
| 2009   | Kansas City | 25 | 25 | 2  | 1   | 7  | 13 | 0  | 143.0 | 106 | 6,55 |
| 2010   | Kansas City | 18 | 17 | 1  | 0   | 6  | 6  | 0  | 103.0 | 76  | 4,81 |
| Totaux | Totaux      | 69 | 65 | 3  | 1   | 19 | 32 | 0  | 387.2 | 259 | 5,60 |

Note : G = Matches joués ; GS = Matches comme lanceur partant ; CG = Matches complets ; SHO = Blanchissages ; 
V = Victoires ; D = Défaites ; SV = Sauvetages ; IP = Manches lancées ; SO = Retraits sur des prises ; ERA = Moyenne de points mérités.